# Fucilate gli ammiragli
Fucilate gli ammiragli è un libro di Gianni Rocca pubblicato da Arnoldo Mondadori Editore nel 1987. 
Nel maggio del 1944 il Tribunale speciale fascista condannò a morte gli Ammiragli Inigo Campioni e Luigi Mascherpa (nonché i loro colleghi Priamo Leonardi e Gino Pavesi, contumaci). Secondo i fascisti di Salò, la Regia Marina fu il principale responsabile della sconfitta italiana; a questo allude il titolo del saggio. 

## Tema
Il libro descrive le battaglie navali italiane contro gli Alleati avvenute nel Mediterraneo durante la seconda guerra mondiale, passando in rassegna gli errori strategici, tattici e tecnici attribuiti dall'autore a Supermarina e alle gerarchie militari. La Regia Marina italiana, come pure la marina mercantile, pagò un altissimo tributo in termini di caduti e di navi.
Tra i fattori tecnici viene rilevata la decisione, dovuta alla scarsità di risorse, di optare per le corazzate e di scartare la costruzione di portaerei. Un secondo elemento fu la mancanza di radar, trascurato dallo stato maggiore nonostante gli incoraggianti risultati delle ricerche condotte nel campo da Luigi Sacco. Il radar, specialmente in condizioni di scarsa visibilità (come di notte), permetteva un decisivo vantaggio sull'opponente. Sempre in tema di combattimenti notturni si trascurò l'addestramento e le cariche speciali che riducevano la vampata di luce prodotta dall'esplosione, con il duplice vantaggio di ridurre i punti di riferimento per il nemico e l'effetto di abbagliamento per i propri puntatori. Ultimo svantaggio fu la decrittazione dei messaggi tramite Ultra.
Tra i fattori tattici va annoverato il fatto che, al contrario della marina inglese, Supermarina pretendeva di dettare fin nel dettaglio le operazioni belliche in mare. Questo pose i comandanti in grossissime difficoltà: non lasciava loro la possibilità di decisione a seconda delle circostanze del momento. Inoltre, la cautela eccessiva portò a scelte rinunciatarie sugli scontri, anche in quei casi in cui la Regia Marina godeva di una certa superiorità. Per un comandante inglese l'accusa di scarsa aggressività era infamante e poteva portare alla destituzione. Per contro, alcuni comandanti italiani ebbero comportamenti completamente opposti e si guadagnarono il rispetto del nemico.
Tra i fattori strategici che determinarono la sconfitta vi fu il fallimento della campagna di bombardamenti italiani e tedeschi su Malta, allora base navale britannica, tesa a sottomettere l'isola. Quasi completamente indifesa a metà del 1940, Malta divenne ben presto una postazione ben munita che fece pagare un altissimo prezzo alla marina italiana.
All'indomani dell'armistizio di Cassibile la flotta militare italiana, dopo ordini tardivi e contraddittori, in cui si tacevano volutamente le durissime condizioni imposte dagli Alleati, si sottrasse alla cattura da parte tedesca consegnandosi agli Alleati come previsto dagli accordi armistiziali. Una tragedia che secondo Rocca è emblematicamente riassunta dalla vicenda del comandante medaglia d'oro Carlo Fecia di Cossato che, pochi mesi dopo l'armistizio, si suicidò, volendo idealmente ricongiungersi con i suoi marinai caduti durante la guerra.

## Edizioni
- Fucilate gli Ammiragli. La tragedia della Marina italiana nella seconda guerra mondiale, Collezione Le Scie, Milano, Mondadori, 1987, ISBN 8804284544.
- Fucilate gli Ammiragli. La tragedia della Marina italiana nella Seconda Guerra Mondiale, Collana Storie, Roma, Castelvecchi, 2015, ISBN 978-88-682-6468-0.